# James Tomkins
James Bruce Tomkins (* 19. srpna 1965, Sydney) je bývalý australský veslař. Získal tři zlaté olympijské medaile a jednu bronzovou, dvě zlata má ze závodu čtyřky bez kormidelníka (Barcelona 1992, Atlanta 1996), jedno zlato z dvojky bez kormidelníka (Athény 2004) a bronz z dvojky bez kormidelníka (Sydney 2000). Zúčastnil se šesti olympiád. Je též sedminásobným mistrem světa ze závodů kolektivních posádek. Roku 1997 mu byl udělen Řád Austrálie (Order of Australia) a v roce 2012 byl uveden do australské sportovní Síně slávy.